# Tanacetum tamrutense
Tanacetum tamrutense là một loài thực vật có hoa trong họ Cúc. Loài này được (Sosn.) Sosn. miêu tả khoa học đầu tiên năm 1946.